# Roberto Rosales
Roberto José Rosales Altuve (Caracas, 20 de Novembro de 1988) é um futebolista profissional venezuelano que atua como lateral-direito. Atualmente defende o Deportivo Táchira.

## Títulos
Gent
- Copa da Bélgica: 2009–10

Twente
- Copa dos Países Baixos: 2010–11
- Supercopa dos Países Baixos: 2010 e 2011

Sport
- Campeonato Pernambucano: 2024

Seleção Venezuelana
- Copa Kirin: 2019